# 빅터 샤우버거
빅터 샤우버거(독일어: Viktor Schauberger 빅토어 샤우베르거[*], 1885년 6월 30일 ~ 1958년 9월 25일)는 오스트리아의 산림 감시인 출신의 과학자 및 발명가이다. 또한 자연주의자이자 철학자이며, 생체모방 이론을 주장했다. 그는 스스로 "구심성 응폭 기술"(implosion technology)이라 불렀던 새로운 기술을 제안했는데, 이는 회전 운동(소용돌이)을 비롯하여 유체 소자의 자연스런 상태에서의 흐름을 연구한 결과에 근거한 것이었다. 그의 연구 대부분은 당시 주류 학계의 용인을 전혀 받지 못했으며, 그의 설계로 1928년 제작된 노이베르크(Neuberg)의 목재 운송수로가 성공적으로 작동한 것 역시 과학적으로는 설명할 수 없었다. 빅터 샤우버거는 물에는 고유한 생명 에너지가 존재하므로 인류, 크게는 지구 전체의 건강을 위해서 물의 활성을 보존해야 한다고 주장했으며, 그러한 사상에 근거하여 많은 기계장치들을 직접 발명하기도 했다. 그는 비행기와 선박, "무소음 터빈"에 들어갈 액추에이터를 만들었으며, 물관을 스스로 세척함과 동시에 물을 일명 "정제"하여 인공 셈물을 만들어내는 특수한 물 정수장치를 제작하기도 했는데, 이를 통해 만들어진 물은 심지어 병을 치료하는 데도 사용되었다고 한다.

## 참고 문헌
- 콜럼 코츠(Callum Coats), 유상구 옮김, 《살아있는 에너지》, 양문, 1998, ISBN 89-87203-02-6
- 울프 알렉산더르손(Olof Alexandersson), 허창욱 옮김, 《아인슈타인은 틀렸다 ― 빅터 샤우버거 이야기》, 양문, 1997, ISBN 978-89-87203-00-3
- Jane Cobbald, Viktor Schauberger - a Life of Learning from Nature, 2006, ISBN 0-86315-569-3